# Robert Jospin
Pour les articles homonymes, voir Jospin (homonymie).
Robert Jospin né le 9 juin 1899 à Saint-Quentin et mort le 9 mai 1990 à Garches, est un enseignant et un militant socialiste, pacifiste et libertaire français,.
Il est le père de 7 enfants, dont Maurice Jospin, Lionel Jospin, ancien Premier ministre, et de Noëlle Châtelet, écrivain.

## Biographie

### Origines familiales et jeunesse
Robert Jospin nait dans une famille originaire du Nord, protestante fort pratiquante. Sa mère est couturière. Son père, Georges Jospin, représentant de commerce sur l’acte de naissance, exerce longtemps les fonctions d’évangéliste.
À l’âge de treize ans, muni du CEP, il est mis au travail.
Peu après, c’est la Première Guerre mondiale et, le 27 août 1914, les Allemands entrent à Saint-Quentin. Sous occupation, toute l'activité industrielle est à l'arrêt et l’adolescent doit se livrer à des travaux variés pour aider sa famille.

Évacué par les Allemands vers la Belgique lorsque l'offensive du général Nivelle est déclenchée en 1917, il est confronté aux soldats morts au bord du chemin, aux corps mutilés et sanglants, aux horreurs de la guerre. Ce souvenir ne le quittera plus et justifiera son engagement pacifiste. 

« J'avais dix-sept ans. Des scènes semblables marquent un garçon de mon âge. J'ai éprouvé une haine charnelle de la guerre, et c'est à l'origine de mon pacifisme. »

En 1918, sous l’influence de l’entourage d’un pasteur et emporté par une foi renaissante, il décide de devenir pasteur.

### Entre-deux-guerres

#### Protestantisme
Tenté un temps par le pastorat protestant, Robert Jospin fait des études à la faculté théologique protestante de Paris, mais les abandonne au bout de deux ans. Membre des Unions chrétiennes de jeunes gens (YMCA), organisation de jeunesse protestante, il devient le secrétaire général adjoint de la section française dans les années 1930. Il devient alors enseignant.

#### SFIO
En 1924, il adhère à la SFIO, où il figure dans la tendance « planiste » de Georges Albertini. Il se rapproche ensuite du courant pacifiste, emmené par Paul Faure, le secrétaire général. Cela correspond aussi à son point de vue anticommuniste. Il est candidat aux législatives dans l’Indre en 1936, mais est battu.

#### Pacifisme libertaire
En 1920, il croise Charles Gide. De sa rencontre avec Victor Méric et Roger Monclin dans les années 1920 naît sa collaboration à la presse libertaire : La Patrie humaine, Le Réfractaire, Le Libertaire, etc.
Il côtoie Han Ryner. Pacifiste libertaire, il rédige l'article « Sécurité » pour l'Encyclopédie anarchiste initiée par Sébastien Faure, entre 1925 et 1934.
Dans les années 1930, il est actif, aux côtés de Victor Méric, Roger Monclin, Jeanne Humbert, René Dumont, Claude Jamet au sein de la Ligue internationale des combattants de la paix dont le mot d'ordre est « Non à toutes les guerres ». En 1939, il en devient, à quarante ans, secrétaire général. Orateur de talent, il multiplie les conférences (quatre à cinq par semaine) et les articles dans La Patrie humaine, qui déclare « la guerre à la guerre ». Pour lui, la paix est un objectif absolu.

### Seconde Guerre mondiale
À partir de 1940, Robert Jospin, habitant à Meudon, se trouve en zone occupée. Son pacifisme intégral le place dans la mouvance de la Ligue de pensée française de René Château et du journal Germinal.

#### Ligue de pensée française
Cette ligue néopacifiste présidée par René Château, fonctionne ouvertement, donc avec l'autorisation des services allemands. Cette organisation, hostile à Marcel Déat, est en revanche proche des positions de Pierre Laval. Elle attire ceux qui sont rebutés par l'alignement systématique du Rassemblement national populaire sur le parti national-socialiste allemand:211.
Elle ne défend pas l'idéologie fasciste mais soutient la politique de Pierre Laval, qui a toujours pris soin de se ménager quelques appuis parmi les anciens socialistes pacifistes dans ses combats contre l'amiral Darlan et contre l'entourage maurrassien du maréchal Pétain.
En 1942, pour avoir aidé des résistants, Robert Jospin subit une perquisition suivie d’une courte arrestation, sans suite,.

#### Germinal
En avril 1944, l'ambassade d'Allemagne à Paris dirigée par Otto Abetz décide de lancer une nouvelle publication, Germinal, destinée à fédérer certains « collaborateurs de gauche », avec l'appui financier du groupe allemand Hibberlen, qui édite déjà La France au travail, L'Œuvre et Nouveaux Temps. Le premier numéro de Germinal paraît le 28 avril 1944, portant le bandeau : « Hebdomadaire de la pensée socialiste française ».
Presque tous les rédacteurs sont des enseignants et d'anciens membres de la SFIO passés par le pacifisme : outre Robert Jospin, Claude Jamet, ancien secrétaire fédéral de la SFIO et ancien professeur, Paul Rives, député socialiste de l'Allier (1932-1942), et surtout Ludovic Zoretti, universitaire, ancien responsable de la CGT et de la SFIO, où il a été l'adversaire acharné de Léon Blum, « le belliciste ». Germinal comptera quinze numéros.
Il ne semble pas, toutefois, que Robert Jospin ait donné des articles à ce journal. Il s'en éloigne en expliquant dans une lettre à son rédacteur en chef, Claude Jamet : « J'ai essayé tout ce dimanche de travailler au papier dont nous avions parlé. Je n'ai pas pu. Je ne crois pas la chose convenable, compte tenu de ce qu'ont été nos erreurs et peut-être nos crimes ».

#### Conseiller municipal (mai-août 1944)
Le 27 mai 1944, Robert Jospin accepte, à la suite d'un arrêté du préfet (lavaliste) de Seine-et-Oise, de remplacer un adjoint au maire démissionnaire,,.
Le 24 août, Meudon est libérée par les FFI ; le maire et ses conseillers sont révoqués et remplacés par des résistants du comité local de libération.
Mireille Jospin dira plus tard : « Robert a siégé au conseil municipal de Meudon sur le conseil du professeur d’obstétrique Maurice Mayer, résistant et caché chez nous à cette époque, afin de suivre certains dossiers médicaux ».

### Commentaires
« Il n'est ni collaborateur ni résistant. Il est « ailleurs ». Sur une autre planète, cette “bulle” pacifiste où l'on peut concevoir qu'un Gandhi terrasse Hitler. »

— Serge Raffy.

« Robert Jospin fait partie de ces socialistes qui, traumatisés par la tragédie de la Grande Guerre, sont devenus des pacifistes inconditionnels, au point d’accepter pendant longtemps le régime de Vichy, ce qui ne l’empêcha pas, ensuite, d’aider des résistants. »

— Michel Taubmann

« Il avait éprouvé effectivement dans sa jeunesse — il était né en 1899 — les souffrances de la Première Guerre mondiale. Sa famille, très pauvre, avait suivi le flot des réfugiés lorsque le nord de la France avait été envahi et cela avait laissé chez lui des traces profondes. Il était socialiste et pacifiste, dans la tradition de Jaurès. Il haïssait la guerre, cette deuxième guerre mondiale dont la barbarie était plus extrême encore que celle de la première. En même temps, il avait été un militant antifasciste, il était costaud et fier de sa force et il me racontait les coups de poing contre l’extrême droite des Croix-de-feu et des Jeunesses patriotes avant la guerre. »

— Lionel Jospin

### Après la guerre

#### PSD de Paul Faure
Quelques semaines après la Libération, les dirigeants issus de la Résistance ou de l'opposition à Pétain (Léon Blum, Daniel Mayer, Christian Pineau, etc.) de la SFIO prononcent l'exclusion de Robert Jospin (entre autres).
Il rejoint alors le Parti socialiste démocratique de Paul Faure, lui aussi exclu, qui accueille les socialistes épurés.
En 1948, il prend position contre le colonialisme dans la presse libertaire.
Aux élections législatives de 1951, il se présente dans la Marne en tête d'une liste indépendante de gauche qui obtient 2,30 % des suffrages exprimés et n'a pas d'élu.

#### CNRGO et UPF
Il renoue avec les milieux pacifistes et, en 1951, participe à la fondation de la revue du Comité national de résistance à la guerre et à l'oppression (CNRGO), La Voie de la paix (Félicien Challaye, Émile Bauchet), laquelle accueille et soutient, plusieurs années durant, l'ancien déporté Paul Rassinier, futur « père » du négationnisme français.
En 1961, il est parmi les fondateurs de l'Union pacifiste de France, partisan du désarmement unilatéral et de l'objection de conscience.

#### Retour à la SFIO
Il est réintégré en 1955. La guerre du moment est celle d'Algérie : en 1956, lorsque Guy Mollet s'engage dans la politique de maintien de la présence française, Robert Jospin le soutient.[réf. nécessaire]
Au congrès fédéral du 26 février 1956, il devient le secrétaire-adjoint de la fédération de Seine-et-Marne puis secrétaire en titre en 1958 et 1959. Il est le candidat socialiste SFIO aux élections législatives dans l’Indre.
Sur le plan professionnel, en 1950, il est directeur d'une école spécialisée qui s'occupe de la jeunesse délinquante, l'École nationale de perfectionnement,à Chamigny, à côté de la Ferté-sous-Jouarre, poste qu'il occupe jusqu'à sa retraite en 1966.

#### Démission du Parti de la démocratie socialiste
En 1965, Robert Jospin, toujours très anticommuniste, quitte la SFIO, lorsque celle-ci appelle à voter François Mitterrand, candidat commun de la gauche (y compris le PCF), à l'élection présidentielle.

En 1978, il adhère au Parti de la démocratie socialiste mais en démissionne le 28 janvier 1985, lorsque ce dernier fusionne avec le Parti social-démocrate, l'une des composantes de l'UDF. 

« Ce que je souhaitais trouver hors d'une gauche communisante et d'une droite peu ou prou réactionnaire, c'était une formation demeurant socialiste, ce qu'est loin de représenter l'amalgame présent. »

### Vie privée

#### Famille
Robert Jospin a épousé en premières noces Marie-Louise Massat dont il a eu trois enfants Hélène, Neils et Maurice dit « Mowgli » Jospin (1924-2003). Celui-ci, journaliste scientifique sous le nom de Pierre Barrault et tromboniste de jazz qui a enregistré avec Claude Luter et Sidney Bechet en 1949-1950, et animé l'orchestre des « Lorientais » à la fin des années 1950. Mowgli Jospin est évoqué dans le 343e des 480 souvenirs cités par Georges Perec dans Je me souviens.
Il a épousé en secondes noces Mireille Dandieu, dont il a eu quatre enfants : Olivier, Agnès, Lionel et Noëlle (épouse de François Châtelet).

#### Mort
Il meurt le 9 mai 1990 à Garches à l'âge de 90 ans, et est inhumé à Meudon.

### Iconographie
- Robert Jospin, militant de la Ligue des combattants de la paix et du Parti socialiste à un meeting (10 juin 1937), voir en ligne

### Filmographie
En 1989, Bernard Baissat a réalisé un film-portrait de 80 minutes sur Robert Jospin intitulé Bernard Baissat, « Écoutez Robert Jospin », sur bonnesbobines, 2 janvier 2013 (consulté le 4 août 2020).